# Pjaszina
A Pjaszina (oroszul: Пясина) folyó Közép-Szibériában, a 70. szélességi foktól északra, Oroszország Krasznojarszki határterületének Tajmiri Dolgan–Nyenyec járásában (2007. január 1. előtt: autonóm körzetében).

## Földrajz
Hossza: 818 km; vízgyűjtő területe: 182 000 km²; évi közepes vízhozama a forrásnál: 560 m³/s, a torkolatnál 2600 m³/s.
Norilszk várostól északra, a Pjaszino-tóból folyik ki és a Kara-tenger, Pjaszina-öblébe torkollik. Teljes esése mindössze 37 m.
A tóból kilépve egy darabig morénadombok között, szűk völgyben halad észak felé, majd a Tajmir-félsziget alacsonyan fekvő, nyugati részén, az Észak-szibériai-alföldön folyik végig. A Tareja folyó torkolatánál éles kanyart tesz és innen nyugat felé tart. A Pura folyó torkolata előtt újabb éles kanyarral északra fordul, majd szűk völgyben vágja át magát a Birranga-hegység nyúlványain és a tengermelléki síkságon tölcsértorkolatot képezve ömlik a Pjaszina-öbölbe.
Szeptember vége – október eleje és június között a folyó befagy. Főként (60%-ban) hóolvadékból táplálkozik. Alacsony vízálláskor a dagály visszaduzzasztó hatása a folyón fölfelé a Tareja torkolatáig (309 km) érvényesül.
A Tajmir-félsziget az örökfagy övezetbe tartozik. Olvadáskor a víz a tundra felszínén szétterül és számtalan kisebb-nagyobb tavat alkot. A Pjaszina medencéjében több mint 60 000 ilyen tó található, összterületük 10 450 km².
A folyó kisebb hajókkal teljes hosszában hajózható. A hajózási időszak azonban nagyon rövid, a jégzajlástól függően általában augusztus közepétől szeptember végéig tart.

### Mellékfolyók
Legnagyobb mellékfolyói a felső szakaszon (Dudipta) és a középső szakaszon (Jangoda, Agapa) ömlenek a Pjaszinába. Jelentősebb mellékfolyók:
- Jobbról: Csornaja (Iken), Dudipta (687 km), Jangoda (288 km), Tareja (309 km), Bingyuda (223 km).
- Balról: Agapa (396 km), Mokoritto, Pura (348 km).

A Pura és a Mokoritto között mintegy 900 000 hektárnyi természetvédelmi területet (zakaznyik) létesítettek, főként a nagy lilik és vetési lud költőterületeinek, valamint a vadon élő rénszarvasok védelmére. A Pjaszina deltája szintén természetvédelmi terület.